# Gare de Berlin-Lichterfelde-Ouest
La gare de Berlin-Lichterfelde-Ouest (Bahnhof Berlin-Lichterfelde West en allemand) est une gare ferroviaire allemande située à Berlin-Lichterfelde dans l'arrondissement de Steglitz-Zehlendorf au sud-ouest de la capitale allemande.
Le bâtiment voyageurs, construite dans la style d'une villa toscane, est classé monument historique.

## Situation ferroviaire
La gare de Friedrichsfelde-Est est située au point kilométrique 9,2 de la ligne de Berlin à Magdebourg et de la ligne du Wannsee. C'est une petite gare de catégorie 4 d'après la classification allemande. Elle est dans la zone tarifaire B de Berlin-Brandebourg.
Elle est située non loin de la gare de Berlin-Lichterfelde-Est et la gare de Berlin-Lichterfelde-Sud sur la ligne 25 et la ligne 26 du S-Bahn de Berlin.

## Histoire
La gare est ouverte le 15 décembre 1872 sous le nom de Lichterfelde Potsdamer Platz sur la ligne de Berlin à Magdebourg. Elle desservait le lotissement nouvellement construit Lichterfelde-Ouest. Le lotissement ainsi que la gare ont été financés par l'entrepreneur hambourgeois Johann Anton Wilhelm von Carstenn (1822-1896).
La ligne est électrifiée en courant continu 750 V en 1902, puis avec l'actuel courant continu 800 V en 1929. La gare accueille le S-Bahn pour la première fois le 15 mai 1933.
De 1947 à 1993, la gare a été utilisée par la Berlin Brigade de l'United States Army.
Le 9 janvier 1984, le trafic du S-Bahn a été repris par la BVG. Celle-ci a d'abord exploité un réseau tronqué de 21 kilomètres, mais a progressivement mis en service certaines des lignes fermées en 1980, dont la Wannseebahn le 1er  février 1985. L'assainissement complet de la ligne a été entrepris dès la reprise. Des endroits parfois négligés depuis des décennies ont été réparés, comme le bâtiment d'accueil qui avait été endommagé lors d'un incendie en 1965. L'aile gauche n'a néanmoins pas pu être sauvée.
Au centre du hall de la gare se trouvait depuis 1986 la sculpture en bois Flora von Lichterfelde du sculpteur Wolfgang Kleinsteuber qui vit à Berlin. Une initiative citoyenne autour de Nils Seethaler s'engage depuis 2022 pour la réhabilitation et la réinstallation de la sculpture, qui a été déplacée entre-temps.

## Service des voyageurs

### Accueil
La gare est un point d'arrêt comprenant deux voies de chemin de fer et un quai central. Elle dispose d'automates pour l'achat de titres de transport, de bandes podotactiles et de deux ascenseurs ce qui en fait une gare accessible aux personnes à mobilité réduite.

### Desserte
La halte est desservie toutes les dix minutes par la ligne 1 du S-Bahn de Berlin.
Des correspondances sont possibles avec les Omnibuslinien 101, 188, M11, M48 et N88 des BVG.

### Intermodalité
La gare offre des correspondances avec la ligne M11 du réseau de bus de Berlin.